# Договорът в куфарчето (2013)
Договора в Куфарчето (2013 г.) е професионален кеч турнир (PPV) събитие, произведен от WWE, което се състоя на 14 юли 2013 г. в Уелс Фарго център във Филаделфия, Пенсилвания. Това беше четвъртата годишнина на Договора в куфарчето. Събитието получава 199 хиляди долара, което е увеличение от предната година, събрала 188 000 долара.

## Предистория
На разплата през юни, бе излъчен промо за Роб Ван Дам – последно е видян на турнира Кралски Грохот 2009 в мача Кралско меле. – и се завърна на турнира Договора в куфарчето.
На 17 юни в епизод на Първична сила, шампиона на федерацията Джон Сина нарязани промо на ринга, припомняйки си няколко неволни и неуспехи през 2012 г., и евентуалното му завръщане в главния мач на Кечмания 29, където най-накрая победи Скалата и спечели титлата на федерацията, в крайна сметка да благодари на феновете за тяхната подкрепа за него и за обявяване на открит предизвикателство към победителя от Титлата на федерацията договора в куфарчето мач със стълби в съименник изгледа заплащане-на-. Тъй като той приключи, Марк Хенри после излезе на ринга, за да привидно обявява оттеглянето си. След емоционален промо, като Сина отиде да го поздрави, Хенри разкри намеренята си и направи на Сина Най-силното тръщване на света и обяви намеренята си да се бие със Сина за титлата на федерацията той никога не е спечелил титлата на федерацията в кариерата си, титлата на федерацията. По-късно по време на шоуто, председателят на федерацията Винс Макмеън обяви, че Сина ще защитава титлата на федерацията срещу Марк Хенри на турнира Договора в куфарчето.
На 24 юни в епизод на Първична сила, беше обявено, че Долф Зиглър използва реванша му и ще се бие с Алберто Дел Рио за Световната титла в тежка категория на Договора в куфарчето след като Дел Рио победи Долф Зиглър на турнира Разплата и спечели световната титла в тежка категория.
На същото шоу, изпълнителен вицепрезидент Стефани Макмеън обяви, участниците които ще се бият мач със стълби за договора в куфарчето който дава мач за Титлата на федерацията по всяко време и навсякъде участниците бяха Си Ем Пънк, Шеймъс, Ранди Ортън, Даниел Брайън, Крисчън (кечист), и завърналят се Роб Ван Дам, и Кейн. На 8 юли в епизод на Първична сила, Кейн бе отстранен от мача, след като беше контузен, от атаката на Семейство Уаят.
Беше уреден мач Райбек срещу Крис Джерико на Договора в куфарчето един срещу друг мача е уреден от Управителния надзорник Вики Гереро.
Братята Усо спечелиха мач тройна заплаха отборен мач, побеждавайки Бродъс Клей и Лорд Тенсай, и 3MB (Джиндър Махал и Дрю Макинтайър, за да станат номер 1 претенденти за отобрните титли на Договора в куфарчето Братята усо не успяха да спечелят титлите от Щитът (Роман Рейнс и Сет Ролинс) в мача преди шоуто на турнира.
На 28 юни в епизод на Разбиване, старши съветник Теодор Лонг обяви, че шампиона на съединените американски щати Дийн Амброуз, Коуди Роудс, Деймиън Сандау, Фанданго, Антонио Сезаро, Джак Суагър и Уейд Барет ще бъдат участниците за Договора в куфарчето мач със стълби в куфара има договор който дава мач за Световната титла в тежка категория навсякъде и по всяко време.

## Мачове
| #           | Мач | Правила | Време |
| ----------- | --- | --- | ----- |
| Преди шоуто | Щитът (Роман Рейнс и Сет Ролинс) (c) победиха Братята Усо (Джими и Джей Усо)                                                                             | Отборен мач за отборните титли на федерацията                                                                       | 14:48 |
| 1           | Деймиън Сандау победи Уейд Барет, Коуди Роудс, Дийн Амброуз, Джони Къртис (с Самър Рей), Джак Суагър (със Зеб Колтър), и Антонио Сезаро (със Зеб Колтър) | Мач със стълби за договора в куфарчето В куфарчето има договор който дава мач за Световната титла в тежка категория | 16:25 |
| 2           | Майкъл Макгиликъти (със Пол Хеймън) (c) победи Миз | Сингъл мач за интерконтиненталната титла                                                                            | 09:08 |
| 3           | Ей Джей Лий (c) (със Големия И Ленгстън) победи Кейтлин (кечист) чрез предаване                                                                          | Сингъл мач за титлата на дивите                                                                                     | 07:03 |
| 4           | Райбек победи Крис Джерико | Сингъл мач | 11:20 |
| 5           | Алберто Дел Рио (c) победи Долф Зиглър чрез дисквалификация                                                                                              | Сингъл мач за световната титла в тежка категория                                                                    | 14:29 |
| 6           | Джон Сина (c) победи Марк Хенри чрез предаване | Сингъл мач за титлата на световната федерация                                                                       | 14:46 |
| 7           | Ранди Ортън победи Роб Ван Дам, Си Ем Пънк, Даниел Брайън, Шеймъс и Крисчън (кечист)                                                                     | Мач със стълби за договора в куфарчето В куфарчето има договор който дава мач за Титлата на световната федерация    | 28:48 |